# Week-end de terreur
Pour plus de détails, voir Fiche technique et Distribution.
Week-end de terreur (April Fool's Day) est un film américano-canadien réalisé par Fred Walton, sorti en 1986.

## Synopsis
Un groupe d'amis d'école, Harvey, Nikki, Rob, Skip, Nan, Kit et Arch, se retrouvent pour fêter la semaine de relâche en passant le week-end précédant le 1er avril dans un manoir que possède leur riche amie Muffy St John sur une île privée. L'ambiance est installée dès la première scène montrant Muffy en train de préparer les festivités et découvrant un vieux diable en boîte qui lui rappelle (en flashback) des souvenirs d'enfance, le jour où elle l'avait reçu comme cadeau d'anniversaire. Pendant ce temps, ses amis s'amusent sur le quai puis à bord du ferry qui les emmène sur l'île. Mais durant la traversée, Buck, un matelot du coin, est gravement blessé et défiguré.
Une fois sur l'île, chacun prend possession de sa chambre dans le manoir. Muffy leur a préparé quelques farces, certaines inoffensives (un coussin péteur, des verres baveurs), d'autres plus perturbantes (une cassette audio avec des bruits de bébé, un attirail de junkie dans une armoire à pharmacie, des coupures de presse inquiétantes ...) Chacun garde son calme et tente de s'amuser, jusqu'à ce que Skip ne disparaisse. Kit croit apercevoir son cadavre flotter sous un baraquement. Arch et Nan disparaissent à leur tout. Alors que leurs amis les cherchent, Nikki tombe dans un puits et découvre les têtes coupées de Skip et d'Arch et le cadavre de Nan. Les survivants découvrent que les lignes téléphoniques sont coupées alors que le ferry ne reviendra pas avant le lundi.
L'un après l'autre, les invités disparaissent ou leur cadavre est retrouvé. Kit et Rob mènent leur enquête et découvrent qu'ils ont été manipulés dès le début. L'horrible blessure de Buck, le matelot, était un simulacre. Quant à Muffy, elle a une sœur jumelle, Buffy, qui s'est évadée d'un asile et a pris la place de Muffy. Kit et Rob découvrent la tête coupée de Muffy dans la cave.
Buffy les pourchasse avec un couteau de boucher, et ils se séparent. En fuyant, Kit arrive dans le salon ... où elle découvre tous ses amis, bien vivants ! Tout cela n'était qu'un poisson d'avril, ou plus exactement une répétition en costumes. En effet, Muffy compte transformer le manoir en une maison d'hôte un peu particulière dans laquelle seraient organisés des « week-ends de terreur », selon le principe de la Murder Party, avec l'aide de Buck qui est en réalité un maquilleur de cinéma. Chaque « victime » était mise au courant de la combine au fur et à mesure. Elle révèle aussi qu'elle n'a jamais eu de sœur jumelle, mais un frère qui n'est autre que Skip, son prétendu cousin.
Tout le monde s'amuse et boit du champagne. Le soir venu, Muffy, un peu éméchée, retourne dans sa chambre. Sur le lit se trouve un paquet cadeau dans lequel elle retrouve le diable en boîte du début du film. Elle tourne la manivelle jusqu'à ce que le diable sorte de la boîte. Au même instant, Nan, l'étudiante timide qui avait connu Muffy en cours de théâtre, bondit de derrière le lit et lui tranche la gorge avec un rasoir. Muffy se met à hurler, avant de réaliser qu'elle ne saigne pas vraiment. Elle a été à son tour victime d'un poisson d'avril !

## Fiche technique
- Titre français : Week-end de terreur
- Titre original : April Fool's Day
- Titre québécois : Week-end de terreur
- Réalisation : Fred Walton
- Scénario : Danilo Bach
- Photographie : Charles Minsky
- Montage : Bruce Green
- Musique : Charles Bernstein
- Décors : Della Johnston
- Production : Frank Mancuso Jr.
- Sociétés de production : Paramount Pictures, Hometown Films, YCTM
- Société de distribution : Paramount Pictures
- Pays d'origine :  États-Unis,  Canada
- Langue : anglais
- Format : Couleur — 35 mm — 2,35:1 — Son : Mono
- Genre : Horreur
- Durée : 89 min
- Interdit aux moins de 12 ans
- Affiche : Jouineau Bourduge (France)

## Distribution
- Deborah Foreman (VF : Emmanuèle Bondeville) : Muffy / Buffy St. John
- Amy Steel (VF : Sylvie Feit) : Kit Graham
- Ken Olandt (VF : Frédéric Pieretti) : Rob Ferris
- Deborah Goodrich (VF : Odile Schmitt) : Nikki Beshears
- Griffin O'Neal (VF : Jean-François Vlérick) : Skip
- Jay Baker (VF : Vincent Ropion) : Harvey 'Hal' Edison
- Clayton Rohner (VF : Michel Mella) : Chaz Vyshinski
- Leah Pinsent (VF : Françoise Dasque) : Nan Youngblood
- Thomas F. Wilson (VF : Éric Baugin) : Arch Cummings
- Tom Heaton (VF : Serge Bourrier) : Potter / Oncle Frank
- Lloyd Berry : Le conducteur du ferry
- Mike Nomad : Buck
- Pat Barlow : Clara

## Autour du film
- L'intrigue du film est inspirée en partie du roman d'Agatha Christie, Dix petits nègres, dans lequel dix personnes sont invitées à passer quelques jours sur une île coupée du monde extérieur et meurent mystérieusement l'une après l'autre.
- Le film a été tourné en Colombie-Britannique, au Canada.
- C'est le troisième long métrage du réalisateur Fred Walton qui s'était fait connaître en 1979 avec son premier film, Terreur sur la ligne, un autre film d'horreur dans lequel une baby sitter est harcelée au téléphone par un homme mystérieux.
- Le scénario est signé de Danilo Bach qui deux ans plus tôt avait cosigné avec Daniel Petrie Jr. le scénario du Flic de Beverly Hills, ce qui leur avait valu une nomination pour l'Oscar du meilleur scénario original en 1985.
- Le film est produit par Frank Mancuso Jr., le fils de Frank Mancuso Sr. qui était alors le président de la MGM. Jusque-là, il avait surtout produit des épisodes de la saga Vendredi 13.
- L'hôtesse de maison est interprétée par Deborah Foreman qui s'était fait remarquer par son rôle d'une jeune campagnarde tombant amoureuse d'un punk (interprété par Nicolas Cage) dans la comédie Valley Girl (1983).
- Le rôle d'Arch Cummings revient à Thomas F. Wilson, plus connu pour son rôle de Biff Tannen, l'ennemi juré de Marty McFly dans la trilogie Retour vers le futur.
- Amy Steel, qui interprète Kit, apparaît également dans Le Tueur du vendredi (également produit par Frank Mancuso Jr.). Week-end de terreur comporte d'ailleurs deux ficelles reprises à ce film : tout d'abord, un chat effraie Skip juste avant qu'il ne se fasse tuer (tout comme Alice dans Le Tueur du vendredi); ensuite, Arch se retrouve suspendu à l'envers à une corde (tout comme Scott dans Le Tueur du vendredi).
- La fin originale du film était plus longue et plus violente. Dans le scénario d'origine, après la révélation finale, les invités s'en vont à l'exception de Rob, Kit, Chaz et Nikki qui retournent discrètement dans le manoir pour faire à leur tour un poisson d'avril à Muffy. Mais les nerfs de Skip lâchent et, fou de jalousie (Muffy doit hériter du manoir et de la fortune de son père), il tente de tuer Muffy. Rob intervient et sauve Muffy, mais Skip est tué. Bien que tournée, cette scène n'a pas été retenue pour le montage final, le studio lui préférant une fin plus sage.
- Les deux scènes finales du film ont été tournées plusieurs mois après la fin des prises de vue, ce qui explique que les coiffures de Muffy (Deborah Foreman) et Nan (Leah Pinsent) soient si différentes du reste du film.

## Distribution en vidéo
D'abord sorti en VHS puis en Laserdisc, le film a fait l'objet de trois éditions en DVD :
- le 3 septembre 2002 en zone 1, format Scope 16/9, avec des pistes audio en anglais et en français[1]. L'édition zone 2 est sortie le 16 janvier 2003[2].
- en août 2007 en édition triple DVD avec Darkside, les contes de la nuit noire et La Créature du cimetière.
- en mars 2008 en édition double DVD avec My Bloody Valentine.

Aucune de ces éditions ne comporte de bonus.

## Remake
Week-end de terreur a fait l'objet d'un remake intitulé Avril sanglant et sorti en 2008 directement en vidéo.